# Uptown Girl
"Uptown Girl" là một bài hát được viết và thể hiện bởi Billy Joel, phát hành lần đầu năm 1983 cho album của anh An Innocent Man. Đĩa đơn đã đạt được tới vị trí #3 trên các bảng xếp hạng Billboard ở Hoa Kỳ, #1 ở Anh và giữ nguyên vị trí này trong 5 tuần. Đây là ca khúc bán chạy thứ hai ở Anh năm đó chỉ sau ca khúc "Karma Chameleon" của Culture Club, chính là ca khúc đã bị Joel đánh bại vị trí quán quân. Năm 1988, tạp chí Rolling Stone đã bầu chọn "Uptown Girl" ở vị trí 99 trong số 100 đĩa đơn quan trọng nhất của thời kì 1963-1988; đồng thời nó cũng đứng thứ 19 trong số những đĩa đơn bán chạy nhất ở Anh trong thập niên 1980.

## Xếp hạng
| Bảng xếp hạng (1983)                  | Vị trí cao nhất |
| ------------------------------------- | --------------- |
| Kent Music Report Úc                  | 1               |
| Austrian Singles Chart                | 18              |
| Dutch Top 40                          | 8               |
| German Media Control Charts           | 18              |
| Japan Oricon Singles Chart            | 64              |
| Norway Singles Chart                  | 3               |
| UK Singles Chart                      | 1               |
| U.S. Billboard Hot 100                | 3               |
| U.S. Hot Adult Contemporary Tracks    | 2               |
| U.S. Billboard Mainstream Rock Tracks | 22              |

## Phiên bản Westlife
"Uptown Girl" đã được cover và sau đó được phát hành làm đĩa đơn bởi ban nhạc nam Ireland Westlife từ album phòng thu của họ, Coast to Coast. Ca khúc đã có 1 tuần đứng ở vị trí quán quân của UK Singles Chart và đem lại cho nhóm đĩa đơn quán quân thứ 8 tại Anh. Một album video cho đĩa đơn này đã được phát hành ngày 12 tháng 3 năm 2001. Đây là đĩa đơn bán chạy thứ 23 của thập niên 2000 ở Anh (với doanh số 756.215 bản), thứ sáu của năm 2001 cũng ở đất nước này.

### Danh sách bài hát

#### UK CD1
1. "Uptown Girl" (Radio Edit) - 3:06
2. "Angels Wings" (2001 Remix) - 4:14
3. "Enhanced CD-Rom" (cùng video "Uptown Girl")

#### CD2
1. "Uptown Girl" (Radio Edit) - 3:06
2. "Uptown Girl" (Extended Version) - 5:02
3. "Enhanced CD-Rom"

#### European CD
1. "Uptown Girl" (Radio Edit) - 3:06
2. "Uptown Girl" (Extended Version) - 5:02
3. "Angels Wings" - 4:02
4. "Close Your Eyes" - 4:32
5. "Enhanced CD-Rom" (cùng video "Uptown Girl")

### Xếp hạng
| Bảng xếp hạng (1983)             | Vị trí cao nhất |
| -------------------------------- | --------------- |
| Australian ARIA Singles Chart    | 6               |
| Austrian Singles Chart           | 12              |
| Belgian (Flanders) Singles Chart | 5               |
| Denmark Singles Chart            | 2               |
| Dutch Top 40                     | 2               |
| Finnish Singles Chart            | 13              |
| French Singles Chart             | 8               |
| German Media Control Charts      | 8               |
| Irish Singles Chart              | 1               |
| Italian Singles Chart            | 10              |
| Japanese Oricon Singles Chart    | 64              |
| New Zealand RIANZ Singles Chart  | 4               |
| Norway Singles Chart             | 3               |
| Swedish Singles Chart            | 2               |
| Swiss Singles Chart              | 13              |
| UK Singles Chart                 | 1               |
| UK Radio Airplay Chart           | 9               |

| Bảng xếp hạng (2000–2009)       | Vị trí cao nhất |
| ------------------------------- | --------------- |
| Top 100 bài hát của thập kỉ Anh | 23              |

## Các phiên bản cover khác
- Alvin and the Chipmunks cover lại trong series hoạt hình truyền hình những năm 1980 của họ.
- Em bé Aaron Carter và anh trai Nick Carter của Backstreet Boys.
- Me First and the Gimme Gimmes đã cover cho album năm 1997 của họ Have a Ball.
- Ca sĩ/Trưởng nhóm người Đức Max Raabe và Dàn hợp xướng Palast cho album năm 2002 của anh Super Hits 2.[5]
- Tinchy Stryder đã có phiên bản rap của ca khúc.
- Một phiên bản Folk / Acoustic của ca khúc xuất hiện với vai trò track ẩn trong một EP năm 2006 của Allan Moon.